# Upplands runinskrifter Fv1959;250
Upplands runinskrifter Fv1959;250 är tre vikingatida runstensfragment av sandsten i Sollentuna kyrka, Sollentuna socken och Sollentuna kommun.
Två fragment påträffades hösten 1958 då man genomförde planeringsarbeten för en parkeringsplats vid Sollentuna kyrka. Det var fragment från en tidigare okänd runsten. Ett tredje fragment av samma sten påträffades på samma plats under sommaren 1959. Fragmenten har storleken 24 gånger 22 centimeter, 16 gånger 11 centimeter samt 13 gånger 10 centimeter. Två av fragmenten finns i Stillhetens kapell väster om Sollentuna kyrka. Var det tredje fragmentet finns är okänt.

## Inskriften
Translitterering av runraden:
... stai- ...- · ebt... ... (a)nt ... ...u...
Normalisering till runsvenska:
... stæi[n] ... æft[iʀ] ... and ... ...
Översättning till nusvenska:
... (denna?) sten efter ... själ ...